# Ардангост
Арданго́ст (фр. Ardengost, окс. Ardengòst) — коммуна во Франции, находится в регионе Юг — Пиренеи. Департамент — Верхние Пиренеи. Входит в состав кантона Арро. Округ коммуны — Баньер-де-Бигор.
Код INSEE коммуны — 65023.

## География
Коммуна расположена приблизительно в 680 км к югу от Парижа, в 115 км юго-западнее Тулузы, в 45 км к юго-востоку от Тарба.
На западе коммуны протекает небольшая река Ардангост.

## Климат
Климат умеренно-океанический с солнечной тёплой погодой и обильными осадками на протяжении практически всего года.

## Население
Население коммуны на 2010 год составляло 15 человек.
| 1962 | 1968 | 1975 | 1982 | 1990 | 1999 | 2010 |
| ---- | ---- | ---- | ---- | ---- | ---- | ---- |
| 30   | 23   | 19   | 19   | 11   | 16   | 15   |

## Администрация
| Период | Период | Фамилия       | Партия | Примечания |
| ------ | ------ | ------------- | ------ | ---------- |
| 2001   | 2008   | Кристиан Оэйе |        |            |
| 2008   | 2014   | Паскаль Керси |        |            |
| 2014   | 2020   | Матьё Рюп     |        |            |

## Экономика
В 2010 году среди 14 человек трудоспособного возраста (15-64 лет) 7 были экономически активными, 7 — неактивными (показатель активности — 50,0 %, в 1999 году было 42,9 %). Из 7 активных жителей работали 7 человек (4 мужчины и 3 женщины), безработных не было. Среди 7 неактивных 0 человек были учениками или студентами, 4 — пенсионерами, 3 были неактивными по другим причинам.

## Фотогалерея

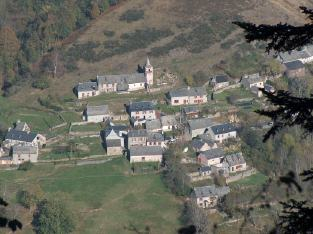
Ардангост
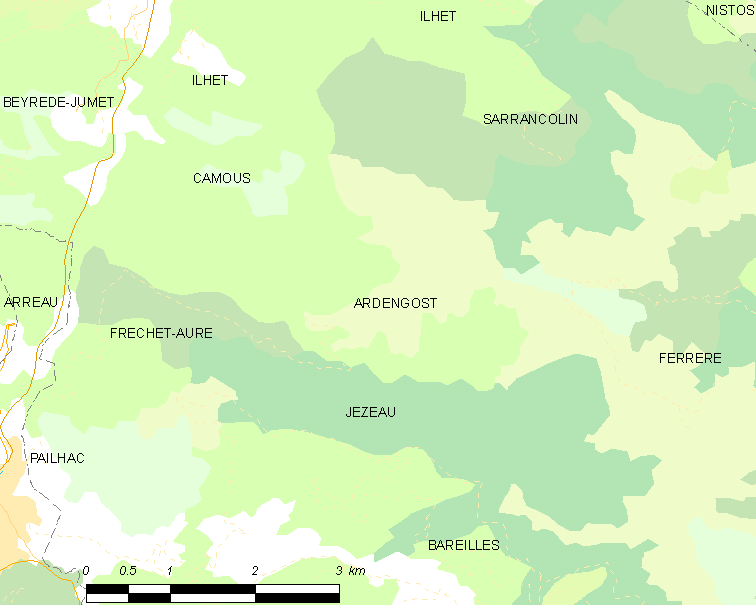
Карта коммуны